# Jean Prévost (scrittore)
Jean Prévost (Saint-Pierre-lès-Nemours, 13 giugno 1901 – Sassenage, 1º  agosto 1944) è stato uno scrittore francese.

## Biografia
Allievo di Alain, fu autore del romanzo Frères Bouquinquant (1930) e del saggio critico Gli epicurei francesi (1931).
Nel 1943 ricevette il Gran premio di letteratura dell'Accademia francese per l'opera La création chez Stendhal.
Capitano di una formazione partigiana durante la seconda guerra mondiale, rimase ucciso dalle truppe naziste il 1º agosto 1944.